# Emily Blatch
Emily May Blatch (née Triggs ; 24 juillet 1937 – 31 mai 2005) est une femme politique du parti conservateur britannique.

## Biographie
Née à Birkenhead, fille de Stephen et Sarah Triggs, elle fait ses études au Prenton High School for Girls et au Huntingdonshire Regional College. À l'âge de 18 ans, elle rejoint la Women's Royal Air Force et est assistante du contrôle de la circulation aérienne entre 1955 et 1959.
Blatch est entrée en politique en 1976 à l'âge de 39 ans, en tant que conseillère du conseil du comté de Cambridgeshire. En moins d'un an, elle est élue chef du groupe conservateur et, par conséquent, chef du conseil, le parti bénéficiant à l'époque d'une majorité. Elle est chef de file jusqu'en 1989, période pendant laquelle elle aide à lancer des réformes politiques de l'éducation telles que le financement direct des écoles par le gouvernement central.
Elle est nommée Commandeur de l'Ordre de l'Empire britannique (CBE) lors des honneurs d'anniversaire de 1983. Elle est créée une pairie à vie en tant que baronne Blatch, de Hinchingbrooke dans le comté de Cambridgeshire, le 4 juillet 1987.
De 1991 à 1994, elle est ministre d'État à l'Éducation et à l'Immigration de 1994 à 1997. En 1997, elle reçoit un doctorat honorifique en droit de l'Université de Teesside.
Elle est chef adjointe de l'opposition à la Chambre des lords de 2001 jusqu'à sa mort.
Le 7 septembre 1963, elle épouse John Richard Blatch AFC (un Pilote d'essai de la RAF) et ils ont quatre enfants: David (1965–1979), l'hon. James Richard (né en 1967) et des jumeaux, l'hon. Andrew Edward (né en 1968) et l'hon. Elizabeth Anne (née en 1968).
Un cancer du pancréas lui est diagnostiqué le 23 décembre 2003 et est décédée à Londres le 31 mai 2005, à l'âge de 67 ans .